# Obstacle épistémologique

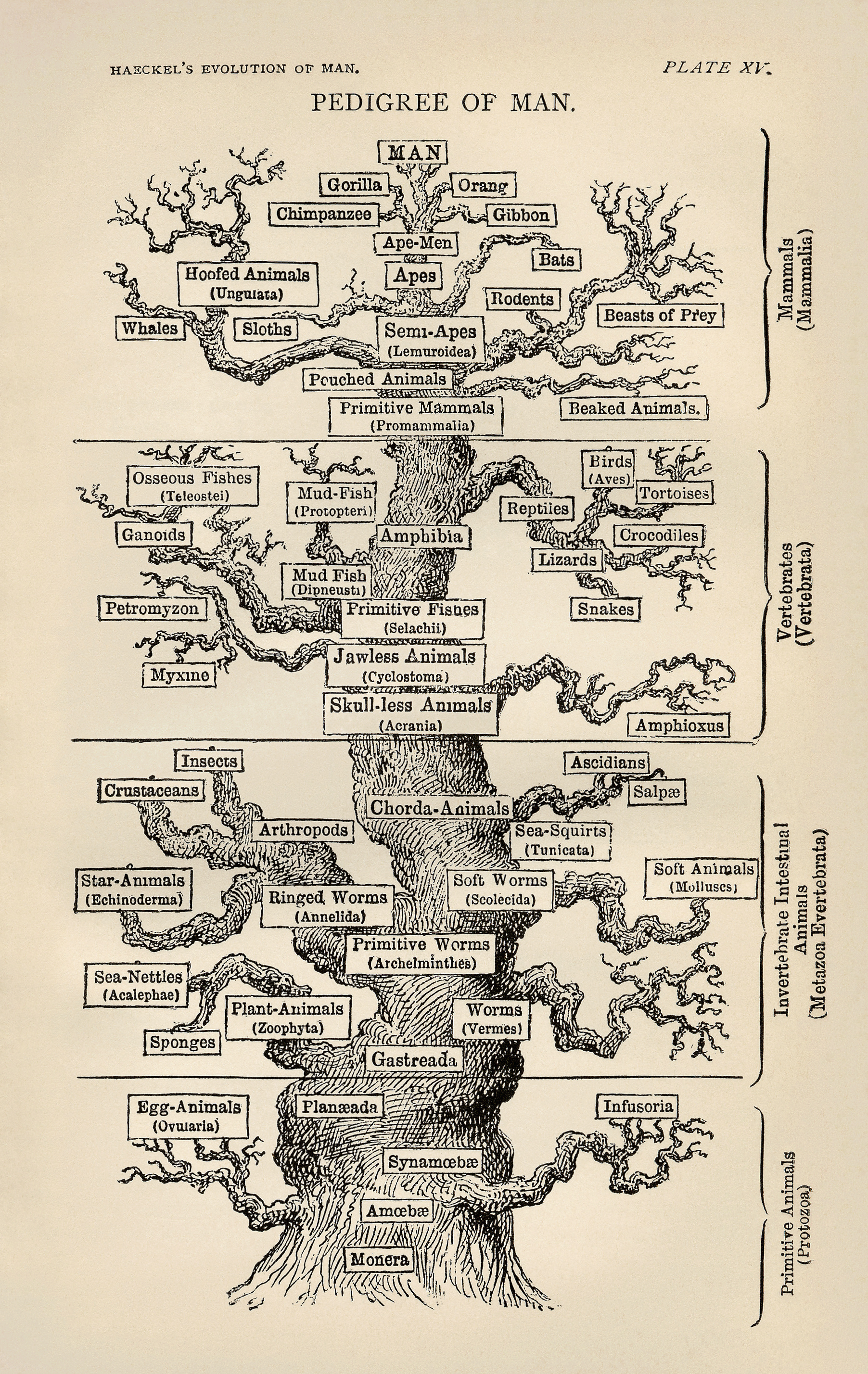
L'arbre de vie, par Ernst Haeckel dans son Anthropogénie (1879), est une vision scaliste anthropocentrique de l'évolution humaine, qui fait obstacle au développement de la connaissance relative à la vision phylogénétique des êtres vivants.

L'obstacle épistémologique est un concept inventé par le philosophe Gaston Bachelard dans La Formation de l'esprit scientifique en 1938, désignant ce qui vient se placer entre le désir de connaître du scientifique et l'objet qu'il étudie. Cet obstacle l'induit en erreur quant à ce qu'il croit pouvoir savoir du phénomène en question. Il est pour Bachelard interne à l'acte de connaître puisque c'est l'esprit qui imagine des explications aux choses.

## Concept
Pour Gaston Bachelard, « on connaît contre une connaissance antérieure ». Il est donc nécessaire d'écarter, sans nier leur existence, les obstacles qui nous empêchent d'accéder à la connaissance. Le plus difficile à surmonter est l'obstacle présent « dans l'acte même de connaître ».
Pour tout esprit scientifique en formation souhaitant lutter contre les obstacles épistémologiques, Bachelard préconise quatre impératifs : réaliser une catharsis intellectuelle et affective, réformer son esprit, refuser tout argument d'autorité et laisser sa raison inquiète.
Michel Fabre, spécialiste des problèmes de formation et de professionnalisation des enseignants, désigne plusieurs caractéristiques complémentaires des obstacles épistémologiques : leur intériorité, la facilité mentale (économie pour l'esprit), la positivité (les obstacles ne proviennent pas d'un déficit de connaissance mais le plus souvent de la préexistence de savoirs solidement ancrés), l'ambiguïté (tout mode de fonctionnement mental présente la double dimension d'outil nécessaire et de source potentielle d'erreurs), la récursivité (les erreurs ne sont reconnaissables qu'après coup, une fois que les obstacles ont été franchis).